# Mike Tyson
Michael Gerard Tyson, detto Mike (New York, 30 giugno 1966), è un pugile, attore e imprenditore statunitense.
Soprannominato "Iron Mike", "The Baddest Man on the Planet" e "Kid Dynamite", è considerato uno dei migliori pugili di tutti i tempi, campione del mondo dei pesi massimi dal 1986 al 1990, con una breve parentesi nel 1996. Tra gli atleti più riconoscibili e pagati degli anni ottanta e novanta, nonostante la statura non elevata per la categoria dei pesi massimi (177 cm / 5′10"), e grazie alla notevole tecnica e fisicità, è stato uno dei picchiatori più efficaci e temibili della storia. Occupa la posizione numero 9 tra i migliori pesi massimi di sempre, e la 16ª posizione della classifica dei "100 più grandi picchiatori di sempre", entrambe stilate da The Ring. ESPN lo ha nominato il miglior picchiatore di sempre nella categoria dei massimi (2007). L'organizzazione pugilistica WBC lo mette al 1º posto nella sua classifica dei 10 migliori pesi massimi di tutti i tempi. Bleacher Report lo ha invece inserito al 10º posto tra i migliori pesi massimi. Sky Sports lo ha nominato "il più temibile pugile di sempre" e descritto come "probabilmente il più feroce lottatore ad aver mai messo piede su un ring". È stato nominato fighter of the year da Ring Magazine nel 1986 e 1988, ed è incluso nella International Boxing Hall of Fame.
Tyson vinse i suoi primi 19 incontri per KO, 12 dei quali alla prima ripresa. Nel 1986, all'età di 20 anni 4 mesi e 22 giorni, conquistò la corona WBC contro Trevor Berbick, divenendo il più giovane campione del mondo dei pesi massimi, record che tuttora rimane imbattuto. Un anno dopo vinse anche i titoli WBA e IBF, divenendo campione indiscusso e il primo peso massimo a unificare i campionati del mondo. Nel 1988 divenne campione lineare quando mise KO Michael Spinks in 91 secondi. Difese le sue cinture in nove occasioni, prima di venire sconfitto per KO da Buster Douglas in ciò che fu definita come una delle più grandi sorprese nella storia dello sport. Nel 1992 fu accusato di stupro nei confronti di Desiree Washington e condannato a 6 anni di carcere. Durante la sua detenzione si convertì all'Islam e assunse il nome di Malik Abdul Aziz. Rilasciato nel marzo 1995, fece il suo ritorno sul ring e nel 1996 vinse i titoli WBC e WBA sconfiggendo rispettivamente Frank Bruno e Bruce Seldon per KO. Ciò lo rese tra i pesi massimi capaci di riconquistare una cintura della divisione dopo averla persa. Dopo essere stato privato del mondiale WBC, perse la corona WBA in un match contro Evander Holyfield nel novembre dello stesso anno e nella loro rivincita fu squalificato per aver morso le orecchie dell'avversario staccandogli un pezzo di cartilagine dell'orecchio destro.
Nel 2002, a 35 anni, affrontò Lennox Lewis per il titolo mondiale, venendo sconfitto per KO. Nel 2005 all'età di ormai 39 anni, dopo ulteriori insuccessi contro Danny Williams e Kevin McBride, annunciò il suo ritiro.

## Caratteristiche tecniche
Possedeva uno stile di combattimento basato sull'aggressione senza soste e che prediligeva la corta distanza (il cosiddetto in-fighter): tipicamente lanciava intense e potenti combinazioni di ganci e montanti, rimanendo all'interno della guardia avversaria. Era un buon incassatore e utilizzava l'altezza ridotta — meno di 180 cm, caratteristica inusuale per la sua classe di peso — come strumento per schivare i colpi avversari, eseguendo movimenti sul tronco molto rapidi, abbassandosi anche fino alla vita per passare sotto o di fianco ai pugni in arrivo e contrattaccare picchiando d'incontro. La sua tecnica, definita peek-a-boo, era inoltre contraddistinta da grande precisione e velocità di esecuzione, qualità che gli hanno consentito di vincere oltre 20 incontri al 1º round.

## Biografia

### L'infanzia
Nasce a Brooklyn, quartiere di New York, da Lorna Smith e Percel Tyson che in seguito si separarono; la madre ebbe poi una relazione con Jimmy Kirkpatrick (1924-1992), ma non si risposò. Nel 1968, Kirkpatrick (che lavorava come manovale) lasciò il lavoro e la famiglia per problemi di cuore: Tyson crebbe dunque in sua assenza. Dall'unione con Percel nacquero anche Rodney (ritenuto, tuttavia, da alcune fonti, un fratellastro) e Denise. Dopo l'addio del compagno, Lorna - che aveva problemi di alcolismo - si trasferì a Brownsville, uno dei quartieri più pericolosi di Brooklyn. La mancanza della figura paterna e l'ambiente di vita disagiato condizionarono, in negativo, l'infanzia di Tyson.
Fin da piccolo Mike mostrò una passione per i piccioni, tanto da allevarne in proprio. Il fatto è ben conosciuto presso gli appassionati della boxe, rappresentando uno dei tratti identificativi del pugile fuori dal ring. Fu proprio tale interesse a collegarlo - in via diretta - con la violenza. Accadde infatti, quando Tyson aveva 10 anni, che un ragazzo (Gary Flowers) tentò di rubargli un piccione finendo per ucciderlo: Tyson, per tutta risposta, lo aggredì stendendolo a pugni. L'episodio fu soltanto l'inizio di un'adolescenza caratterizzata dalla violenza, tanto che nel giro di breve tempo il ragazzo si distinse spesso per risse in strada e combattimenti clandestini. Oltre che per le lotte, si ritagliò una fama negativa anche a causa di furti e rapine: a 13 anni aveva già conosciuto il carcere minorile per 39 volte. La sua infanzia non fu tuttavia esente anche da crimini di cui divenne vittima, anziché esecutore: nell'autunno 2014 dichiarò infatti di essere stato molestato sessualmente da un estraneo quando aveva 7 anni.

### L'approccio con la boxe
(Emanuel Steward)
Durante uno dei tanti soggiorni in riformatorio, Tyson conobbe di persona Muhammad Ali: l'ex campione si era recato in visita ai ragazzi dell'istituto, che avevano appena assistito a un film biografico su di lui. Proprio in carcere ebbe inizio la sua carriera pugilistica. L'impegno profuso negli allenamenti spinse Bobby Stewart, a sua volta ex pugile, a segnalarlo a un allenatore: Cus D'Amato, noto per aver già seguito Floyd Patterson e José Torres. D'Amato sviluppò un legame particolare con il giovane Tyson, risultando importante non solo dal punto di vista sportivo ma anche da quello umano. Tra le altre cose, lo istruì sui fondamenti tecnici dei quali Mike - già fisicamente molto prestante, pesando oltre 80 kg all'età di dodici anni - possedeva scarsa conoscenza. Grazie agli insegnamenti di Cus, il ragazzo imparò come sfruttare a proprio vantaggio l'altezza ridotta (178 centimetri, il più basso di sempre nella storia della categoria) per schivare i colpi avversari.

## Carriera
(Mike Tyson)

### Carriera amatoriale
Nel 1982, dopo che Lorna morì per un tumore, D'Amato adottò legalmente il sedicenne. In quello stesso anno, Tyson vinse l'oro tra i massimi alle Olimpiadi junior. A livello amatoriale sostenne 54 incontri, 48 dei quali vinti: il primo di essi durò appena 8". Non riuscì tuttavia a trovare lo sbocco olimpico, poiché una doppia sconfitta con Henry Tillman gli impedì di far parte della squadra che andò ad affrontare i Giochi di Los Angeles 1984.

### Carriera professionistica

#### 1985-1990: l'ascesa
Il 1985 fu l'anno dell'esordio professionistico, ma anche quello di un doloroso addio: il 4 novembre morì infatti D'Amato, deceduto a causa di una polmonite. Nei suoi primi 19 incontri da professionista, Tyson ebbe un record di 19 KO di cui 12 nel primo round. Fino al 1986, Tyson riportò 27 vittorie consecutive con 25 KO balzando al primo posto nella classifica mondiale della WBC. L'ente gli consentì dunque di competere per il titolo mondiale, affrontando Trevor Berbick a Las Vegas il 22 novembre. L'avversario legava la propria notorietà all'aver sconfitto, nel 1981, Muhammad Ali nel suo ultimo incontro. Tyson vinse per KO alla seconda ripresa, con uno strapotere fisico e una facilità nel portare i colpi che vanificarono la maggior esperienza di Berbick. L'età di 20 anni, 4 mesi e 22 giorni lo rese il più giovane campione del mondo nella categoria. Il 7 marzo 1987 si aggiudicò anche la versione WBA del titolo, battendo ai punti James Smith. Il 30 maggio si misurò con Pinklon Thomas, vincendo per KO tecnico al sesto round. Due mesi più tardi, sfidò invece il campione IBF Tony Tucker: battendolo ai punti, dopo 12 riprese, unificò la corona dei massimi. Il 16 ottobre difese poi le cinture contro Tyrell Biggs per TKO al settimo round. Durante il primo semestre del 1988 (anno che vide il suo matrimonio con l'attrice Robin Givens) sconfisse anche Larry Holmes per TKO alla quarta ripresa, il 21 marzo 1988 in Giappone batté l'ex campione WBA Tony Tubbs per TKO al secondo round e Michael Spinks nel mese di giugno mandando quest'ultimo KO in soli 91 secondi. Sempre in questo periodo, Tyson scelse Don King come manager: l'avvenimento fu indicato, dai più, come l'inizio del declino (umano e agonistico) di "Iron Mike".
Nel mese di ottobre, la moglie avviò le pratiche per il divorzio sostenendo di essere stata picchiata dal pugile. Nonostante le ombre gettate su di lui dalla cronaca, Tyson difese il titolo anche contro Frank Bruno il 25 febbraio 1989 e contro Carl Williams il 21 luglio seguente per TKO. La sua carriera assunse una svolta inattesa l'11 febbraio 1990, quando a Tokyo si arrese per la prima volta: James Douglas lo mandò KO alla decima ripresa, sottraendogli la cintura.
La sconfitta maturò in un contesto di polemiche, indirizzate principalmente all'arbitro Octavio Meyran, del quale fu criticato il conteggio all'ottavo round: il giudice di gara avrebbe infatti iniziato, in lieve ritardo, a contare i secondi dopo che Douglas era stato atterrato. Per contro, venne fatto notare che anche il conteggio di Tyson (nella dinamica che portò al knockout) prese più tempo dell'effettivo limite. Incassata la prima sconfitta da professionista, Tyson perse inoltre la sorella Denise che morì d'infarto a 24 anni. La rivincita con Douglas fu programmata per il giugno 1990, mese in cui "Iron Mike" sconfisse invece Tillman. Il 1990 terminò con un'altra vittoria, ai danni di Alex Stewart. Nel 1991, il pugile batté infine Donovan Ruddock per due volte. All'età di 25 anni, giunse quindi ad avere un record di 41 vittorie (36 prima del limite) su 42 incontri.

#### 1992-1997: il ritorno
Nell'autunno 1991, avrebbe dovuto misurarsi con Evander Holyfield. anno in cui sposò Monica Turner. Tornò sul ring a 29 anni, sconfiggendo Peter McNeeley e Buster Mathis Jr per KO. Il 16 marzo 1996 affrontò Frank Bruno per la seconda volta, per la cintura WBC dei pesi massimi, il match si concluse con un TKO al terzo round di Tyson ai danni di Bruno, e diventò campione del mondo per la seconda volta in carriera. Il 7 settembre 1996 vinse contro Bruce Seldon e riottenne anche la cintura WBA, mentre due mesi dopo - il 9 novembre - fu battuto da Evander Holyfield per KO tecnico all'undicesima ripresa. Secondo gran parte della stampa e degli appassionati, tale momento coincise con l'avvio della parabola discendente della sua carriera. La rivincita si consumò il 28 giugno 1997, con Tyson squalificato per aver morso a sangue l'orecchio del suo avversario. Accusato di «violenza gratuita e ingiustificata», si vide privato della licenza professionistica da parte della commissione atletica del Nevada. Contestualmente, per il danno arrecato a Holyfield venne condannato al pagamento di 3 milioni di dollari.

#### 1998-2001: il riottenimento della licenza
Sospeso a tempo indeterminato dai combattimenti, Tyson accusò Don King di averne causato la rovina economica e scelse Shelly Finkel come nuovo manager. Nell'estate 1998, un anno dopo il provvedimento originario, presentò la domanda per ottenere una nuova licenza. Tyson venne riabilitato a combattere sul finire del 1998, ma nel triennio che ne seguì disputò incontri con avversari di scarsa caratura nonché - a detta dei tifosi - di dubbia scelta.

#### 2002-2005: gli ultimi anni
Nel 2002, a 35 anni, Tyson tentò di nobilitare l'ultimo scorcio di carriera sfidando Lennox Lewis per il titolo mondiale. L'incontro era originariamente previsto per il 6 aprile, ma durante la conferenza di presentazione (avvenuta a gennaio) "Iron Mike" venne alle mani con l'avversario e il suo staff, facendo finire in ospedale una persona. Il match venne quindi posticipato di 2 mesi, all'8 giugno. Apparso inferiore al canadese per tutta la durata del combattimento, Tyson fu messo knockout all'ottava ripresa. Nel 2003 lamentò gravi difficoltà finanziarie, tanto da dichiararsi in bancarotta: in quest'occasione, accusò Desiree Washington per lo stato in cui versava. Destò scalpore una sua intervista in cui ammise che avrebbe voluto stuprare, effettivamente, la donna. Il 2003 fu anche l'anno in cui il secondo matrimonio (con la pediatra Monica Turner, madre dei suoi figli Rayna, nata nel 1996, e Amir, nato nel 1997) conobbe, a sua volta, il divorzio. Per quanto concerne le vicende sportive, dopo la sconfitta con Lewis indossò i guantoni per soli altri tre match fino al 2005. Il ritiro definitivo venne annunciato a quasi 39 anni.

## Dopo il ritiro

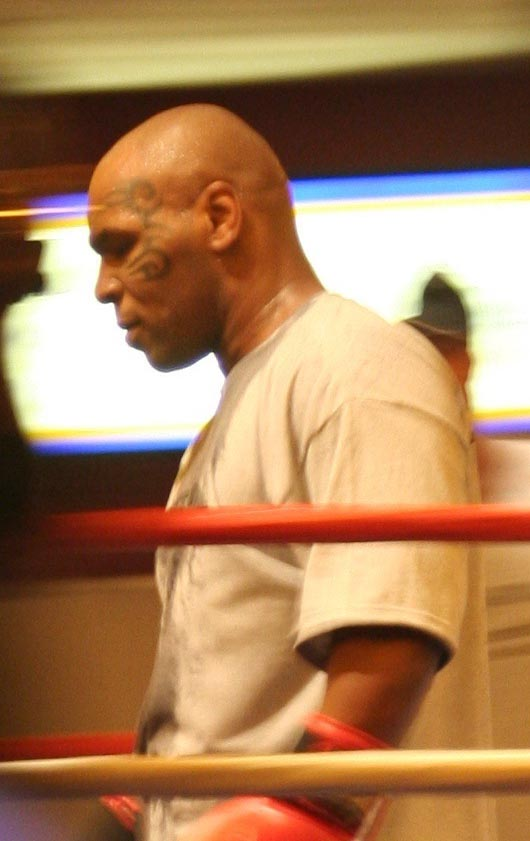
Mike Tyson su un ring a Las Vegas nel 2006

Nel 2006 si cimentò come arbitro, dirigendo un incontro di «cage fighting» ("lotta in gabbia") a Londra. In autunno, ormai quarantenne, organizzò un tour con esibizioni e sparring per risollevare le proprie finanze.
Il 26 maggio 2009, la figlia Exodus (di 4 anni) morì per soffocamento dopo un incidente casalingo. A distanza di due settimane, Tyson si sposò per la terza volta con Lakiha Spicer. Il 2009 rappresentò inoltre l'anno della pace con Holyfield, formalmente stretta nel corso di un programma televisivo. Dal terzo matrimonio nacquero Milan e Morocco Elijah, portando a otto il numero totale di figli.
Nell'autunno 2013 fu pubblicata la sua autobiografia, nella quale Tyson svelava numerosi retroscena della propria carriera e ammetteva di aver fatto uso - prima di alcuni incontri - di cocaina. Esattamente quattro anni dopo l'opera trovò seguito con un altro libro che ripercorre la storia del pugile. Agli inizi del 2018, dopo che la California legalizzò la coltivazione della marijuana, Tyson annunciò l'apertura di un ranch in cui produrre cannabis.
Nel luglio 2020 ha annunciato il ritorno sul ring per un'esibizione in otto round contro l'ex campione Roy Jones Jr. Il match, inizialmente previsto per il 12 settembre, è stato rinviato al 28 novembre 2020 ed è terminato con un verdetto di parità.
Nel marzo 2024 viene nuovamente annunciato un suo ritorno sul ring, inizialmente previsto per il 22 luglio, ma poi spostato al 15 novembre per ragioni di salute da parte di Tyson. L'evento consiste in un match contro il pugile-youtuber Jake Paul e viene trasmesso in diretta streaming su Netflix, vedendo la vittoria di Paul ai punti, in un match criticato da molti.

## Riconoscimenti
Nel corso della sua carriera, Tyson ha ottenuto i seguenti riconoscimenti:
- la rivista The Ring lo ha nominato Fighter of the Year per gli anni 1986 e 1988;
- il primo round della sfida con Bruno del 1989 (vinta per KO tecnico alla quinta ripresa) è stato dichiarato round of the year;
- la sfida con Spinks del 1988 (vinta per KO in 91 secondi alla prima ripresa) è stata dichiarata round of the year;
- la sfida con Holyfield del 1996 (persa per KO tecnico all'undicesima ripresa) è stata dichiarata fight of the year;
- l'incontro con Douglas del 1990 (perso per KO alla decima ripresa) è stato dichiarato upset of the year;
- la stessa pubblicazione lo inserisce al 16º posto nella classifica dei 100 migliori picchiatori di sempre (2003)[134];
- ESPN lo ha nominato "miglior picchiatore di sempre nella categoria dei massimi" (2007)[6];
- Un gruppo di esperti della rivista The Ring lo ha nominato 9º miglior peso massimo di tutti i tempi, nel 2017;
- L'organizzazione pugilistica WBC lo mette al 2º posto nella sua classifica dei 10 pesi massimi migliori di tutti i tempi;
- l'International Boxing Hall of Fame e la World Boxing Hall of Fame lo hanno riconosciuto tra i più grandi pugili di sempre.[135]

## Lista degli incontri
Di seguito, la lista degli incontri disputati da professionista:
| N. | Risultato | Record   | Avversario        | Metodo | Round         | Data             | Luogo                                           | Note |
| -- | --------- | -------- | ----------------- | ------ | ------------- | ---------------- | ----------------------------------------------- | --- |
| 59 | Sconfitta | 50-7 (2) | Jake Paul         | UD     | 8, 3:00       | 15 novembre 2024 | AT&T Stadium, Texas USA                         | |
| 58 | Sconfitta | 50-6 (2) | Kevin McBride     | RTD    | 6 (10), 3:00  | 11 giugno 2005   | MCI Center, Washington USA                      | |
| 57 | Sconfitta | 50-5 (2) | Danny Williams    | KO     | 4 (10), 2:51  | 30 luglio 2004   | Freedom Hall, Louisville USA                    | |
| 56 | Vittoria  | 50–4 (2) | Clifford Etienne  | KO     | 1 (10), 0:49  | 22 febbraio 2003 | Pyramid Arena, Memphis USA                      | |
| 55 | Sconfitta | 49–4 (2) | Lennox Lewis      | KO     | 8 (12), 2:25  | 8 giugno 2002    | Pyramid Arena, Memphis USA                      | Per i titoli WBC, IBF, IBO, The Ring e Lineare dei pesi massimi.                                                                                             |
| 54 | Vittoria  | 49–3 (2) | Brian Nielsen     | KO     | 7 (10), 3:00  | 13 ottobre 2001  | Stadio Parken, Copenaghen Danimarca             | |
| 53 | NC        | 48-3 (2) | Andrzej Gołota    | NC     | 3 (10), 3:00  | 20 ottobre 2000  | The Palace, Auburn Hills USA                    | Inizialmente vittorioso per ritiro dell'avversario, a Tyson fu inflitto il "no contest" dopo essere risultato positivo alla marijuana in un test antidoping. |
| 52 | Vittoria  | 48-3 (1) | Lou Savarese      | TKO    | 1 (10), 0:38  | 24 giugno 2000   | Hampden Park, Glasgow Scozia                    | |
| 51 | Vittoria  | 47-3 (1) | Julius Francis    | TKO    | 2 (10), 1:03  | 29 gennaio 2000  | MEN Arena, Manchester Inghilterra               | |
| 50 | NC        | 46-3 (1) | Orlin Norris      | NC     | 1 (10), 3:00  | 23 ottobre 1999  | MGM Grand Garden Arena, Paradise, USA           | Incontro fermato dopo un’azione irregolare di Tyson, che impedì a Norris di continuare.                                                                      |
| 49 | Vittoria  | 46-3     | Francois Botha    | KO     | 5 (10), 2:59  | 16 gennaio 1999  | MGM Grand Garden Arena, Paradise USA            | |
| 48 | Sconfitta | 45-3     | Evander Holyfield | SQ     | 3 (12), 3:00  | 28 giugno 1997   | MGM Grand Garden Arena, Paradise USA            | Per il titolo WBA dei pesi massimi; squalificato dopo aver morso l'avversario.                                                                               |
| 47 | Sconfitta | 45-2     | Evander Holyfield | TKO    | 11 (12), 0:37 | 9 novembre 1996  | MGM Grand Garden Arena, Paradise USA            | Perde titolo WBA dei pesi massimi. |
| 46 | Vittoria  | 45-1     | Bruce Seldon      | TKO    | 1 (12), 1:49  | 7 settembre 1996 | MGM Grand Garden Arena, Paradise USA            | Difende titolo WBC dei pesi massimi. Vince titolo WBA dei pesi massimi.                                                                                      |
| 45 | Vittoria  | 44-1     | Frank Bruno       | TKO    | 3 (12), 0:50  | 16 marzo 1996    | MGM Grand Garden Arena, Paradise USA            | Vince titolo WBC dei pesi massimi. |
| 44 | Vittoria  | 43-1     | Buster Mathis Jr. | KO     | 3 (12), 2:32  | 16 dicembre 1995 | CoreStates Spectrum, Filadelfia USA             | |
| 43 | Vittoria  | 42-1     | Peter McNeeley    | SQ     | 1 (10), 1:29  | 19 agosto 1995   | MGM Grand Garden Arena, Paradise USA            | |
| 42 | Vittoria  | 41-1     | Donovan Ruddock   | UD     | 12            | 28 giugno 1991   | The Mirage, Paradise USA                        | |
| 41 | Vittoria  | 40-1     | Donovan Ruddock   | TKO    | 7 (12), 2:22  | 18 marzo 1991    | The Mirage, Paradise USA                        | |
| 40 | Vittoria  | 39-1     | Alex Stewart      | TKO    | 1 (10), 2:27  | 8 dicembre 1990  | Boardwalk Hall, Atlantic City USA               | |
| 39 | Vittoria  | 38-1     | Henry Tillman     | KO     | 1 (10), 2:47  | 16 giugno 1990   | Caesars Palace, Paradise USA                    | |
| 38 | Sconfitta | 37-1     | James Douglas     | KO     | 10 (12), 1:22 | 11 febbraio 1990 | Tokyo Dome, Tokyo Giappone                      | Perde titoli WBC, WBA, IBF, The Ring e Lineare dei pesi massimi.                                                                                             |
| 37 | Vittoria  | 37-0     | Carl Williams     | TKO    | 1 (12), 1:33  | 21 luglio 1989   | Boardwalk Hall, Atlantic City USA               | Difende titoli WBC, WBA, IBF, The Ring e Lineare dei pesi massimi                                                                                            |
| 36 | Vittoria  | 36-0     | Frank Bruno       | TKO    | 5 (12), 2:55  | 25 febbraio 1989 | Las Vegas Hilton, Winchester USA                | Difende titoli WBC, WBA, IBF, The Ring e Lineare dei pesi massimi.                                                                                           |
| 35 | Vittoria  | 35-0     | Michael Spinks    | KO     | 1 (12), 1:31  | 27 giugno 1988   | Boardwalk Hall, Atlantic City USA               | Difende titoli WBC, WBA e IBF dei pesi massimi. Vince titolo The Ring e Lineare dei pesi massimi.                                                            |
| 34 | Vittoria  | 34-0     | Tony Tubbs        | TKO    | 2 (12), 2:54  | 21 marzo 1988    | Tokyo Dome, Tokyo Giappone                      | Difende titoli WBC, WBA e IBF dei pesi massimi. |
| 33 | Vittoria  | 33-0     | Larry Holmes      | TKO    | 4 (12), 2:55  | 22 gennaio 1988  | Boardwalk Hall, Atlantic City USA               | Difende titoli WBC, WBA e IBF dei pesi massimi. |
| 32 | Vittoria  | 32-0     | Tyrell Biggs      | TKO    | 7 (15), 2:59  | 16 ottobre 1987  | Boardwalk Hall, Atlantic City USA               | Difende titoli WBC, WBA e IBF dei pesi massimi. |
| 31 | Vittoria  | 31-0     | Tony Tucker       | UD     | 12            | 1 agosto 1987    | Las Vegas Hilton, Winchester USA                | Difende titoli WBC e WBA dei pesi massimi. Vince titolo IBF dei pesi massimi.                                                                                |
| 30 | Vittoria  | 30-0     | Pinklon Thomas    | TKO    | 6 (12), 2:00  | 30 maggio 1987   | Las Vegas Hilton, Winchester USA                | Difende titoli WBC e WBA dei pesi massimi. |
| 29 | Vittoria  | 29-0     | James Smith       | UD     | 12            | 7 marzo 1987     | Las Vegas Hilton, Winchester USA                | Difende titolo WBC dei pesi massimi. Vince titolo WBA dei pesi massimi.                                                                                      |
| 28 | Vittoria  | 28-0     | Trevor Berbick    | TKO    | 2 (12), 2:35  | 22 novembre 1986 | Las Vegas Hilton, Winchester USA                | Vince titolo WBC dei pesi massimi. |
| 27 | Vittoria  | 27-0     | Alfonso Ratliff   | TKO    | 2 (10), 1:41  | 6 settembre 1986 | Las Vegas Hilton, Winchester USA                | |
| 26 | Vittoria  | 26-0     | José Ribalta      | TKO    | 10 (10), 1:37 | 17 agosto 1986   | Trump Plaza Hotel and Casino, Atlantic City USA | |
| 25 | Vittoria  | 25-0     | Marvis Frazier    | KO     | 1 (10), 0:30  | 26 luglio 1986   | Civic Center, Glens Falls USA                   | |
| 24 | Vittoria  | 24-0     | Lorenzo Boyd      | KO     | 2 (10), 1:43  | 11 luglio 1986   | Stevensville Hotel, Liberty USA                 | |
| 23 | Vittoria  | 23-0     | William Hosea     | KO     | 1 (10), 2:03  | 28 giugno 1986   | Houston Field House, Troy USA                   | |
| 22 | Vittoria  | 22-0     | Reggie Gross      | TKO    | 1 (10), 2:36  | 13 giugno 1986   | Madison Square Garden, New York, USA            | |
| 21 | Vittoria  | 21-0     | Mitch Green       | UD     | 10            | 20 maggio 1986   | Madison Square Garden, New York, USA            | |
| 20 | Vittoria  | 20-0     | James Tillis      | UD     | 10            | 9 maggio 1986    | Civic Center, Glens Falls USA                   | |
| 19 | Vittoria  | 19-0     | Steve Zouski      | KO     | 3 (10), 2:39  | 10 marzo 1986    | Nassau Coliseum, Uniondale USA                  | |
| 18 | Vittoria  | 18-0     | Jesse Ferguson    | TKO    | 6 (10), 1:19  | 16 febbraio 1986 | Houston Field House, Troy USA                   | |
| 17 | Vittoria  | 17-0     | Mike Jameson      | TKO    | 5 (8), 0:46   | 24 gennaio 1986  | Trump Plaza Hotel and Casino, Atlantic City USA | |
| 16 | Vittoria  | 16-0     | David Jaco        | TKO    | 1 (10), 2:16  | 11 gennaio 1986  | Plaza Convention Center, Albany USA             | |
| 15 | Vittoria  | 15-0     | Mark Young        | TKO    | 1 (10), 0:50  | 27 dicembre 1985 | Coliseum, Lathamn USA                           | |
| 14 | Vittoria  | 14-0     | Sammy Scaff       | TKO    | 1 (10), 1:19  | 6 dicembre 1985  | Felt Forum, New York, USA                       | |
| 13 | Vittoria  | 13-0     | Conroy Nelson     | TKO    | 2 (8), 0:30   | 22 novembre 1985 | Coliseum, Lathamn USA                           | |
| 12 | Vittoria  | 12-0     | Eddie Richardson  | KO     | 1 (8), 1:17   | 13 novembre 1985 | Ramada Hotel, Houston USA                       | |
| 11 | Vittoria  | 11-0     | Sterling Benjamin | TKO    | 1 (8), 0:54   | 1 novembre 1985  | Coliseum, Latham, New York, USA                 | |
| 10 | Vittoria  | 10-0     | Robert Colay      | KO     | 1 (8), 0:37   | 25 ottobre 1985  | Atlantis Hotel and Casino, Atlantic City, USA   | |
| 9  | Vittoria  | 9-0      | Donnie Long       | TKO    | 1 (6), 1:28   | 9 ottobre 1985   | Trump Plaza Hotel and Casino, Atlantic City USA | |
| 8  | Vittoria  | 8-0      | Michael Johnson   | KO     | 1 (6), 0:39   | 5 settembre 1985 | Atlantis Hotel and Casino, Atlantic City USA    | |
| 7  | Vittoria  | 7-0      | Lorenzo Canady    | KO     | 1 (6), 1:05   | 15 agosto 1985   | Steel Pier, Atlantic City USA                   | |
| 6  | Vittoria  | 6-0      | Larry Sims        | KO     | 3 (6), 2:04   | 19 luglio 1985   | Mid-Hudson Civic Center, Poughkeepsie USA       | |
| 5  | Vittoria  | 5-0      | John Alderson     | TKO    | 2 (6), 3:00   | 11 luglio 1985   | Trump Plaza Hotel and Casino, Atlantic City USA | |
| 4  | Vittoria  | 4-0      | Ricardo Spain     | TKO    | 1 (6), 0:39   | 20 giugno 1985   | Steel Pier, Atlantic City USA                   | |
| 3  | Vittoria  | 3-0      | Don Halpin        | KO     | 4 (4), 1:04   | 23 maggio 1985   | Albany USA                                      | |
| 2  | Vittoria  | 2-0      | Trent Singleton   | TKO    | 1 (4), 0:52   | 10 aprile 1985   | Albany USA                                      | |
| 1  | Vittoria  | 1-0      | Hector Mercedes   | TKO    | 1 (4), 1:47   | 6 marzo 1985     | Plaza Convention Center, Albany USA             | |

 Legenda
V: vittoria
S: sconfitta
NC.: no contest
KO: knockout
DU: decisione unanime
SQ: squalifica
TKO: knockout tecnico.
RTD: decisione tecnica dell'arbitro

## Nella cultura di massa
- Il personaggio di Drederick Tatum della serie animata I Simpson è ispirato a lui.
- Alla vita del pugile è ispirato il film Tyson del 1995.
- Data la sua popolarità, non solamente in termini sportivi, Tyson appare in diversi videogiochi picchiaduro.[137][138]
- Alla sua vicenda giudiziaria con Desiree Washington fu ispirato il film Undisputed di Walter Hill.
- Interpreta il ruolo di sé stesso nel film Una notte da leoni e nel sequel Una notte da leoni 2.
- Appare nel video musicale Godzilla del rapper statunitense Eminem.
- Nel 2015 appare nel brano Iconic dell'album Rebel Heart di Madonna, dove pronuncia alcune frasi all'inizio della canzone. Compare anche in un videoclip utilizzato nel tour della cantante.
- Nel 2022 esce Mike, una miniserie TV che racconta la sua vita.

## Filmografia

### Attore

#### Cinema
- Black & White, regia di James Toback (1999)
- Incontriamoci a Las Vegas (Play It to the Bone), regia di Ron Shelton (1999)
- Crocodile Dundee 3 (Crocodile Dundee in Los Angeles), regia di Simon Wincer (2001)
- Rocky Balboa, regia di Sylvester Stallone (2006)
- Scary Movie 4, regia di David Zucker (2006)
- Una notte da leoni (The Hangover), regia di Todd Phillips (2009)
- Una notte da leoni 2 (The Hangover: Part II), regia di Todd Phillips (2011)
- Il grande match (Grudge Match), regia di Peter Segal (2013)
- Scary Movie V, regia di Malcolm D. Lee (2013)
- Entourage, regia di Doug Ellin (2015)
- Ip Man 3, regia di Wilson Yip (2015)
- China Salesman - Contratto mortale (China Salesman), regia di Tan Bing (2017)
- Chris Brown: Welcome to My Life, regia di Andrew Sandler (2017)
- Kickboxer: Retaliation, regia di Dimitri Logothetis (2018)
- Vendetta, regia di Jared Cohn (2022)
- Medellín, regia di Franck Gastambide (2023)
- Città d'asfalto (Black Flies), regia di Jean-Stéphane Sauvaire (2023)

#### Televisione
- Webster - serie TV, episodio 4x19 (1987)
- Brothers - serie TV, episodi 1x5 e 1x6 (2009)
- Enturage - serie TV, episodio 7x5 (2010)
- Breaking In - serie TV, episodio 1x7 (2011)
- The Cookout 2 - film TV, regia di Lance Rivera (2011)
- The Roots of Fight - serie TV, 4 episodi (2012-2013)
- Law & Order - Unità vittime speciali (Law & Order: Special Victims Unit), episodio 14x13 - serie TV (2013)
- Mike Tyson - Tutta la verità (Mike Tyson: Undisputed Truth), regia di Spike Lee - film TV (2013)
- How I Met Your Mother - serie TV, episodio 8x16 (2013)
- Franklin & Bash - serie TV, episodio 4x3 (2014)
- Lip Sync Battle - Show TV, episodio 1x05 (2015)
- The Garden's Defining Moments - miniserie TV, episodi 1x4 e 2x3 (2015-2016)

#### Cortometraggi
- Every Little Step, regia di Matt Villines e Osmany Rodriguez (2010)
- Oscar Talk, regia di Ryan Perez (2011)
- When Harry Met Sally 2 with Billy Crystal and Helen Mirren, regia di Lindsay Crystal (2011)
- Yahoo! News/Funny or Die GOP Presidential Online Internet Cyber Debate, regia di Danny Jelinek e Justin Donaldson (2012)
- Cain Time Live, regia di Scott Gairdner (2012)
- My Last Chance, regia di Stéphane Marelli (2013)

#### Documentari
- Tyson, diretto da James Toback (2008)

### Doppiatore
- IF - Gli amici immaginari (IF), regia di John Krasinski (2024)

## Doppiatori italiani
Nelle versioni in italiano delle opere in cui ha recitato, Mike Tyson è stato doppiato da:
- Mario Bombardieri in Rocky Balboa, China Salesman - Contratto mortale, Kickboxer: Retaliation
- Bruno Conti in Una notte da leoni, Una notte da leoni 2, Scary Movie V
- Francesco Pannofino in Black & White
- Stefano Mondini in Crocodile Dundee 3
- Mauro Magliozzi ne Il grande match
- Riccardo Scarafoni in Mike Tyson - Tutta la verità
- Stefano Thermes in Ip Man 3
- Simone Mori in Città d'asfalto